# 카가얀강

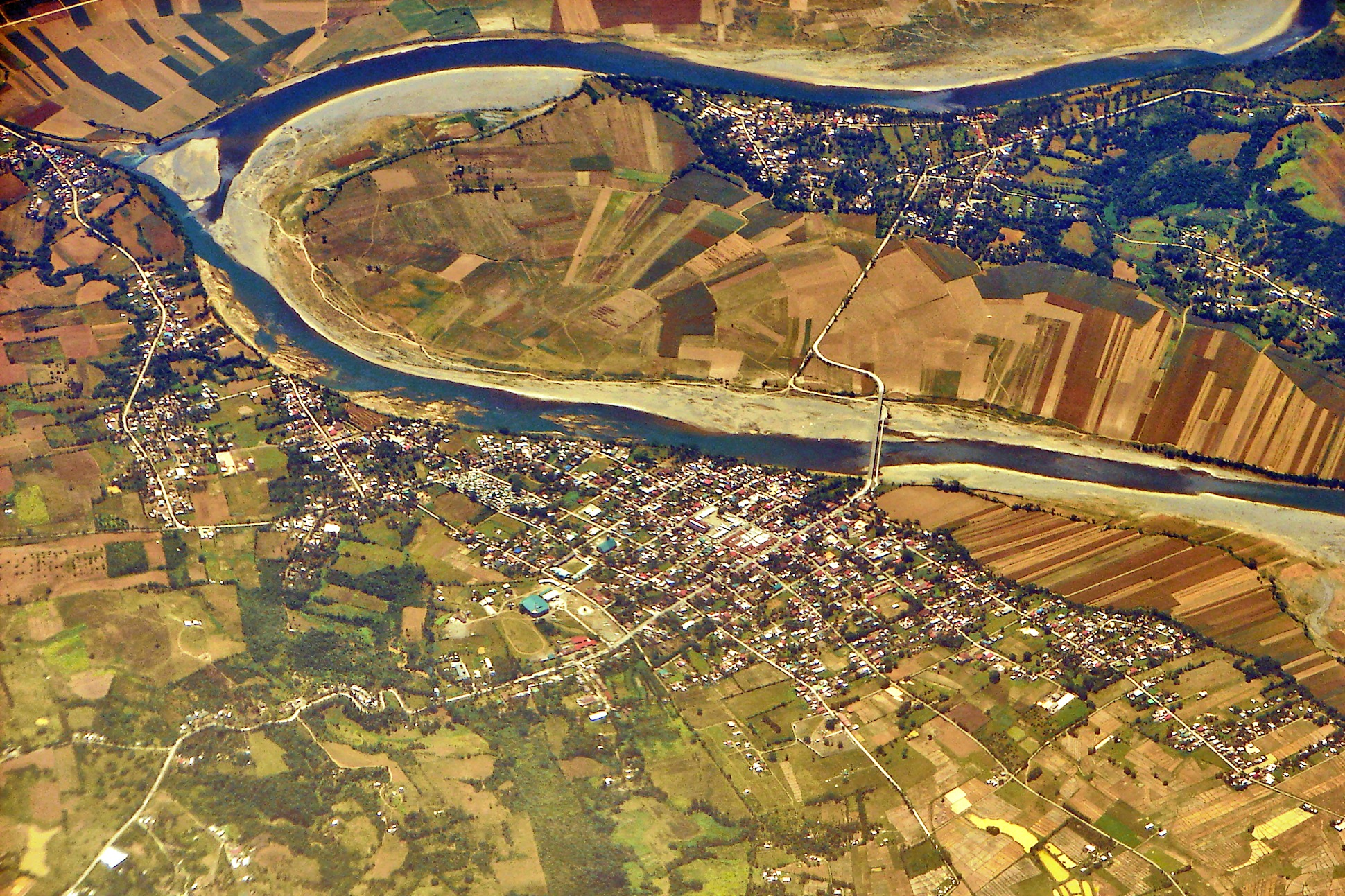
카가얀강

카가얀강(Cagayan River)은 필리핀에서 가장 길고 큰 강이다. 루손섬 북쪽 카가얀밸리에 있으며 누에바비스카야주, 키리노주, 이사벨라주, 카가얀주를 흐른다.